# Wonder Woman: Bloodlines
Pour les articles homonymes, voir Wonder Woman (homonymie).
Série DCAMU
Batman : Silence
(2019) Justice League Dark: Apokolips War
(2020)
Pour plus de détails, voir Fiche technique et Distribution.
Wonder Woman : Bloodlines est un film d'animation américain réalisé par Sam Liu et Justin Copeland, sorti directement en vidéo en 2019, 37e film de la collection DC Universe Animated Original Movies.
Le film prend place quelques années après les évènements du film La Ligue des justiciers : Guerre dans lequel Diana Prince a fait ses débuts en tant que justicière, aux côtés de Batman, Superman ou encore Green Lantern. La princesse Amazone va devoir faire face à son ancienne amie Vanessa Kapatelis, devenue la super-vilaine Silver Swan sous l'influence du Docteur Poison ainsi que de la mystérieuse docteur Cyber. Pour sauver son amie, Diana devra se résoudre à repartir en quête de son île natale, Themyscira, où vivent ses sœurs les Amazones, elles-seules ayant le pouvoir de sauver Vanessa.
Le film est centré sur la super-héroïne éponyme Wonder Woman et fait partie de la série DC Animated Movie Universe (DCAMU) basée sur la continuité The New 52. C'est le second long-métrage d'animation entièrement consacré à la princesse Amazone, après Wonder Woman sorti en 2009.

## Synopsis
En 2013, la princesse Diana de Themyscira (l'île servant de refuge au peuple des guerrières Amazones), sauve le pilote américain Steve Trevor d'une attaque de Paradémons. La jeune femme parvient à soigner les blessures du pilote grâce au "rayon de guérison violet" avant qu'il ne soit fait prisonnier par la mère de Diana, la reine Hippolyte, la présence de Steve enfreignant en effet la loi de "non-présence masculine" régnant sur l'île depuis des siècles. Cependant, Diana, contre la volonté de sa mère, décide de faire évader Steve pour prêter main-forte au peuple de la terre. Lorsque Hippolyte exige la réincarcération de Steve, Diana la défie en duel à l'épée avant de partir pour protéger le monde des hommes, ce qui pousse la reine des Amazones à renier sa propre fille. Diana et Steve arrivent à Washington, D.C. où Etta Candy les emmène chez la géologue Julia Kapatelis. Là-bas, Diana rencontre la fille de Julia, Vanessa, qui développe très vite une forte jalousie envers cette nouvelle venue, en voyant sa mère passer de plus en plus de temps avec l'amazone plutôt qu'elle. Diana décide donc de rester au sein du monde des hommes et de le protéger en tant que justicière, sous le nom de "Wonder Woman". Après une ellipse de cinq ans, Julia demande l'aide de Diana et de Steve pour retrouver Vanessa, qui aurait volé un artefact à sa supérieure Veronica Cale et prévoirait de l'échanger avec le Docteur Poison. Diana, Steve et Julia interviennent mais se voient confrontés aux soldats de Poison, ainsi qu'à Giganta. Cette dernière utilise un étrange sérum décuplant sa force et son pouvoir, mais est finalement vaincu par Wonder Woman. Cependant, au cours de la bataille, Julia est mortellement touchée par un tir croisé, tandis que Poison s'échappe avec l'artefact. Vanessa blâme alors Diana pour la mort de sa mère avant de s'enfuir.
Alors que Diana et Steve se recueillent sur la tombe de Julia, Vanessa se voit recrutée par le Docteur Poison et le Docteur Cyber, qui transforment son corps de chair en acier, et l’affuble également d'ailes, la faisant devenir la super-vilaine Silver Swan. Pendant ce temps, Diana et Steve localisent Poison dans un complexe secret. Le duo y voyage à l'aide d'un jet invisible fourni par Etta. À leur arrivée, ils sont attaqués par Silver Swan. Diana réalise alors qu'il s'agit de Vanessa, horrifiée. Elle réussit à la neutraliser, mais Poison s'échappe avec un prototype d'arme biologique. Diana et Steve emmènent alors Vanessa chez Cale Pharmaceuticals, tenu par Veronica Cale, qui leur annonce qu'elle ne peut l'aider malgré toute sa technologie de pointe. L'Amazone se remémore soudain le rayon de guérison violet des Amazones et pense qu'il pourrait inverser la transformation qu'a subi son amie et qui commence à la tuer à petit feu. Cependant, Diana ne se souvient pas de l'emplacement de Themyscira comme tous ceux qui quittent l'île ; en effet, un blocage mystique fait oublier à quiconque quitte Themyscira l'emplacement de cette dernière. Cale révèle à Diana et Steve qu'elle a fait des recherches sur l'île en tant que projet parallèle et les informe que l'eau d'une fontaine située au temple de Pasiphaë pourrait sûrement recouvrir les souvenirs de la princesse Amazone.
Une fois rendu au temple, Diana, Steve et Etta sont soudainement confrontés à Cheetah, faisant désormais partie d'une équipe de super-vilains appelée Villainy Inc., et justement dirigée par Poison et Cyber. Cheetah utilise également un sérum similaire à celui de Giganta et acquiert une force décuplée, mettant grandement en difficulté Diana. Steve et Etta pénètrent quant à eux dans le labyrinthe du temple où ils rencontrent et se battent contre un Minotaure. Diana réussit à vaincre Cheetah grâce à une ruse, et rejoint Steve et Etta. Diana boit alors l'eau  de la fontaine et retrouve enfin la mémoire et de nombreux indices pour localiser l'île des Amazones.
Le trio retourne ensuite à Cale Pharmaceuticals où il localise finalement Themyscira grâce à la technologie de pointe de Veronica, allié aux souvenirs de Diana. Cependant, ils sont interrompus par Cyber qui pirate les machines de Veronica et réveille Vanessa, jusque là maintenue endormie, pour qu'elle attaque le groupe. Un combat s'ensuit, où Vanessa finit par s'enfuir tandis que Wonder Woman sauve ses amis in extremis. Grâce aux nouvelles informations qu'ils ont appris, Diana, Steve et Etta se mettent en route vers Themyscira à bord du jet invisible, mais arrivent alors que la bataille entre l'organisation de Cyber et les Amazones a déjà débuté. Vanessa distrait les héros tandis que Cyber et Poison déploie leur arme finale : une recréation de la légendaire Méduse, une créature capable de changer en pierre quiconque croise son regard. Cependant, rien ne se passe comme prévu, et la créature se retourne contre ses maîtresses, tuant Poison et Cyber pour être totalement libre. Méduse s'injecte alors le sérum crée par Poison et voit sa taille ainsi que sa force décuplées. Elle commence à détruire la ville et à massacrer les Amazones. Cependant, Wonder Woman s’interpose et un combat acharné dans lequel l’héroïne est totalement désavantagée commence. Exténuée et à bout de force durant ce rude affrontement, Diana finit par se résoudre à faire volontairement couler le venin de Méduse sur ses propres yeux, se rendant aveugle et n’ayant plus besoin de se cacher du regard mortel de la Méduse. Malgré tout, Diana finit par être immobilisée au sol par la créature, et se voit sauver au dernier moment par Vanessa, touchée par l'abnégation et la dévotion dont a fait preuve la jeune femme. Ensemble, Diana et Vanessa finissent par tuer Méduse et libère Themyscira et le peuple des Amazones de la menace qui planait sur leur île.
Par la suite, Diana recouvre la vue grâce au rayon violet et Vanessa est délivrée de son corps de métal. Quelques jours plus tard, le triomphe de la princesse Amazone est acclamé par toutes ses sœurs, et Vanessa ainsi que sa mère Hippolyte se réconcilient avec elle. La reine présente alors sa fille comme la championne de Themyscira et décide d'en faire l'ambassadrice des Amazones au sein du monde des hommes.

## Fiche technique
- Titre original : Wonder Woman: Bloodlines
- Réalisation : Sam Liu et Justin Copeland
- Scénario : Mairghread Scott, d'après les personnages de DC Comics créés par William Moulton Marston
- Musique : Frederik Wiedmann
- Direction artistique du doublage original : Wes Gleason
- Montage : Christopher D. Lozinski
- Animation : Digital eMation
- Production : Amy McKenna et Sam Liu
  - Production déléguée : Sam Register et James Tucker
  - Coproduction : James Krieg
- Sociétés de production : Warner Bros. Animation et DC Entertainment
- Société de distribution : Warner Bros. Home Entertainment
- Pays de production :  États-Unis
- Langue originale : anglais
- Format : couleur
- Genre : animation, super-héros
- Durée : 83 minutes
- Dates de sortie :
  - États-Unis : 4 octobre 2019 (avant-première au New York Comic Con)[1]
  - États-Unis : 5 octobre 2019 (VOD), 22 octobre 2019 (DVD/Blu-ray)
  - France : 6 novembre 2019[2]
- Classification :
  - États-Unis : PG-13 (interdit -13 ans)
  - France : Accord parental[3]

 Sauf indication contraire, les informations mentionnées dans cette section peuvent être confirmées par la base de données cinématographiques IMDb,  présente dans la section « Liens externes ».

## Distribution

### Voix originales
- Rosario Dawson : Wonder Woman / Diana Prince
- Jeffrey Donovan : Steve Trevor
- Marie Avgeropoulos : Silver Swan / Vanessa Kapatelis
- Adrienne C. Moore : Etta Candy
- Kimberly Brooks :  Cheetah / Barbara Ann Minerva, Giganta / Doris Zeul
- Courtenay Taylor : Docteur Poison / Isabel Maru
- Constance Zimmer : Veronica Cale
- Micheal Dorn : Ferdinand
- Cree Summer : La reine Hippolyte, Méduse
- Nia Vardalos : Julia Kapatelis
- Mozhan Marnò : Docteur Cyber

### Voix françaises
- Barbara Beretta : Wonder Woman / Diana Prince
- Emmanuel Garijo : Steve Trevor
- Alice Taurand : Silver Swan / Vanessa Kapatelis
- Véronique Alycia : Etta Candy
- Annie Milon : Cheetah / Barbara Ann Minerva
- Claudine Grémy : Giganta / Doris Zeul
- Elisabeth Ventura : Docteur Poison / Isabel Maru
- Marie Chevalot : Veronica Cale
- Paul Borne : Ferdinand
- Marjorie Frantz : La reine Hippolyte
- Josiane Pinson : Méduse
- Véronique Desmadryl : Julia Kapatelis
- Natalie Duverne : Docteur Cyber

Société de doublage VF : Deluxe, adaptation VF : Michel Berdah, direction artistique VF : Virginie Ledieu
 Source : voix originales et françaises sur Latourdesheros.com.

## Production
En juillet 2018, le film est officiellement annoncé au San Diego Comic-Con.
En juillet 2019, le retour de Rosario Dawson dans le rôle de Wonder Woman est confirmé. L'actrice tient le rôle depuis déjà plusieurs années, dans de nombreux films d'animations DC où la guerrière Amazone apparaît.
En France, Barbara Beretta reprend également le rôle de l’héroïne Amazone, qu’elle tient aussi depuis plusieurs films d’animations et également dans la série DC Super Hero Girls.
En VF, la plupart des doubleurs du film Wonder Woman, sorti en 2017, incarne également les versions animés des personnages qu’ils doublent dans le long-métrage de Patty Jenkins. Ainsi, Emmanuel Garijo double à nouveau Steve Trevor, Marjorie Frantz la reine Hippolyte, Véronique Alycia Etta Candy, et Élisabeth Ventura le docteur Poison.

## Accueil

### Sortie
Le film est diffusé en avant-première mondiale le 4 octobre 2019 lors du New York Comic Con puis il est disponible à l'achat sur les plateformes numériques le 5 octobre 2019. Il sort en 4K Ultra HD et en Blu-ray le 22 octobre 2019. Il est également disponible sur le service de streaming DC Universe puis sur HBO Max.

### Accueil critique
Sur le site de recensement de critiques Rotten Tomatoes, le film obtient une note d'approbation de 88% sur la base de 8 critiques, avec une note moyenne de 7,08⁄10. IGN donne au film une note de 6,5⁄10.

### Ventes
Le film rapporte 1 702 121 de dollars grâce aux ventes nationales de Blu-ray.